# 今日限りの命
『今日限りの命』（きょうかぎりのいのち、原題: 英語: Today We Live）は、1933年に製作・公開されたアメリカ合衆国の映画である。

## 概要
ウィリアム・フォークナーの原作を基にハワード・ホークスとリチャード・ロッソンが共同監督、ジョーン・クロフォードとゲイリー・クーパーが主演した。
本作はクロフォードとクーパーの唯一の共演となった。

## キャスト
- ダイアナ：ジョーン・クロフォード
- ボガード：ゲイリー・クーパー
- クロード：ロバート・ヤング
- ロニー：フランチョット・トーン

## スタッフ
- 監督：ハワード・ホークス、リチャード・ロッソン
- 製作：ハワード・ホークス
- 脚本：イーディス・フィッツジェラルド、ドワイト・テイラー
- 撮影：オリヴァー・T・マーシュ
- 編集：エドワード・カーティス
- 美術：セドリック・ギボンズ
- 衣裳：エイドリアン
- 録音：ダグラス・シアラー